# Lew Wyld
Pour les articles homonymes, voir Wyld.
Lewis Arthur, dit "Lew" Wyld (né le 15 juillet 1905 à Tibshelf et mort en 16 février 1974 à Bakewell) est un coureur cycliste britannique. Il remporte la médaille de bronze de poursuite par équipes aux Jeux Olympiques de 1928 à Amsterdam en compagnie de ses deux frères Harry et Percy et de George Southall.

## Palmarès

### Jeux olympiques
- Amsterdam 1928
  -  Médaillé de bronze de la poursuite par équipes

### Championnats nationaux
- Champion de Grande-Bretagne de poursuite par équipes en 1926, 1927 et 1928